# Last of Seven
| Recensione    | Giudizio |
| ------------- | -------- |
| AllMusic      | [ 1 ]    |
| Rolling Stone | [ 2 ]    |

Last of Seven è l'album di debutto da solista di Pat Monahan, cantante della band Train. L'album è stato pubblicato il 18 settembre 2007. Apparizioni notevoli includono Brandi Carlile, che si unisce a Monahan nella ballata "Pirate on the Run", mentre Graham Nash canta come supporto in "Cowboys and Indians", e il chitarrista di Bon Jovi, Richie Sambora, suona in "Someday".
Il primo singolo dell'album, "Her Eyes", è stato distribuito alla radio nel mese di luglio 2007. Monahan ha eseguito la canzone con la sua band dei tour al The Tonight Show with Jay Leno il 2 ottobre 2007.

## Tracce
1. Last of Seven
2. Her Eyes
3. Two Ways to Say Goodbye
4. Someday
5. Cowboys and Indians
6. Ooh My My
7. Thinkin' 'Bout You
8. Raise Your Hands
9. Always Midnight
10. Great Escape
11. Ripple in the Water
12. Girlfriend
13. Pirate on the Run
14. Shine

### Bonus track
- "Love Is a Ladder" – solo con l'acquisto dell'album su iTunes.

## Classifiche

### Album
| Anno | Classifica               | Posizione |
| ---- | ------------------------ | --------- |
| 2007 | Billboard Top 200 Albums | 82        |

### Singoli
| Anno | Singolo    | Classifica                              | Posizione |
| ---- | ---------- | --------------------------------------- | --------- |
| 2007 | "Her Eyes" | Billboard Hot Adult Contemporary Tracks | 9         |
| 2007 | "Her Eyes" | Billboard Bubbling Under Hot 100        | 10        |